# Włodzimierz Bańkowski
Włodzimierz Bańkowski (ur. 14 sierpnia 1851 w Płonnej, zm. 9 kwietnia 1940 we Lwowie) – polski nauczyciel.

## Życiorys
Urodził się 14 sierpnia 1851 w Płonnej. Był wyznania greckokatolickiego, synem Emila (Omelana, zm. 1893) – księdza tego obrządku oraz Aleksandry z domu Szuryn. Miał brata Tadeusza (zm. w 1873 w wieku 8 lat). Rodzina Bańkowskich wychowywała się w języku polskim, wspierała fundusz na powstanie styczniowe, stryj Włodzimierza walczył w szeregach Legionu Polskiego gen. Józefa Bema, zaś trzy siostry kształciły się w polskiej szkole.
Uczył się w szkole powszechnej w Sanoku, a maturę zdał 15 lipca 1870 w C. K. Gimnazjum w Samborze. Studiował na Wydziale Filozoficznym Uniwersytetu Lwowskiego od 1870 do 1874. Podjął pracę nauczyciela od 5 października 1875, egzamin zawodowy złożył 26 października 1880, a 12 sierpnia 1882 został mianowany nauczycielem rzeczywistym. Od 1875 pracował w Brzeżanach, w 1879 jako zastępca nauczyciela w C. K. Gimnazjum im. Franciszka Józefa we Lwowie, od 1879 w C. K. Gimnazjum w Brodach z językiem niemieckim wykładowym, w 1882 był zastępcą nauczyciela w C. K. II Gimnazjum we Lwowie z językiem niemieckim wykładowym (uczył tam łaciny i greki), od 1892 był zatrudniony w C. K. Ministerstwie Oświaty w Wiedniu (formalnie pozostając profesorem gimnazjum w Brodach). 
Od września 1895 sprawował funkcję dyrektora C. K. Gimnazjum w Sanoku do 1912/1913. W szkole uczył języka niemieckiego, historii, geografii, języka polskiego, języka greckiego. Został członkiem wydziału i kierownikiem Szkoły Przemysłowej Uzupełniającej w Sanoku, powołanej w 1893. Postanowieniem z 10 grudnia 1905 otrzymał VI rangę od 1 stycznia 1906. Od 3 października 1911 przebywał na trzymiesięcznym urlopie dla podratowania zdrowia i w tym czasie jego obowiązki kierownika sanockiego gimnazjum pełnił ks. Józef Drozd. Od września 1912 udał się na roczny urlop celem poratowania zdrowia i przeniósł na stałe do Lwowa (w roku szkolnym 1913/1914, 1915/1916, 1916/1917 pozostawał formalnie dyrektorem sanockiego gimnazjum przebywając nadał na urlopie zdrowotnym; od września 1912 pełniącym obowiązki kierownika gimnazjum pełnił w jego miejsce Adam Pytel). Odszedł ze stanowiska dyrektora z zamiarem przejścia na emeryturę, na którą został formalnie przeniesiony w 1916. Był najdłużej urzędującym dyrektorem sanockiego gimnazjum w jego historii od powstania do 1939.
Z inicjatywy dyrektora Bańkowskiego podjęto budowę Bursy Jubileuszowej im. Cesarza Franciszka Józefa w 1898. Pełnił funkcję prezesa wydziału „Towarzystwa Bursy”: wybrany 28 września 1904 (ponownie wybierany 28 września 1905, w 1907, w 1910), a w 1904 otrzymał tytuł jej członka honorowego. W czasie jego kierownictwa gimnazjum szkoła przeżywała rozwój, a liczba uczniów znacznie zwiększyła się. 27 września 1905 symbolicznie zainaugurował akcję powiększania nasypu kopca Adama Mickiewicza w Sanoku, w której uczestniczyli sanoccy gimnazjaliści. Jako przedstawiciel zawodu nauczycielskiego zasiadał w Radzie Szkolnej Okręgowej w Sanoku od około 1896, w której od około 1900 był zastępcą przewodniczącego. Od około 1904 był delegatem Rady Szkolnej Krajowej do wydziału fachowej szkoły uzupełniającej w Sanoku. Działał we władzach wydziału Towarzystwa Pomocy Naukowej w Sanoku.
W sierpniu 1900 wszedł w skład komitetu mieszczańskiego w Sanoku, zajmującego się wyborami do Sejmu Krajowego Galicji. Był członkiem sanockiego gniazda Polskiego Towarzystwa Gimnastycznego „Sokół” (1906); w 1907 wybrany członkiem sądu honorowego. Sprawował mandat radnego rady miejskiej w Sanoku, ponownie wybrany w 1907, w 1910, w 1912 w nowej radzie po przyłączeniu do Sanoka gminy Posada Sanocka. 4 lutego 1904 został wybrany członkiem wydziału miejskiej Kasy Oszczędności w Sanoku. 30 kwietnia 1906 został wybrany członkiem rady zawiadowczej Towarzystwa Zaliczkowego w Sanoku.

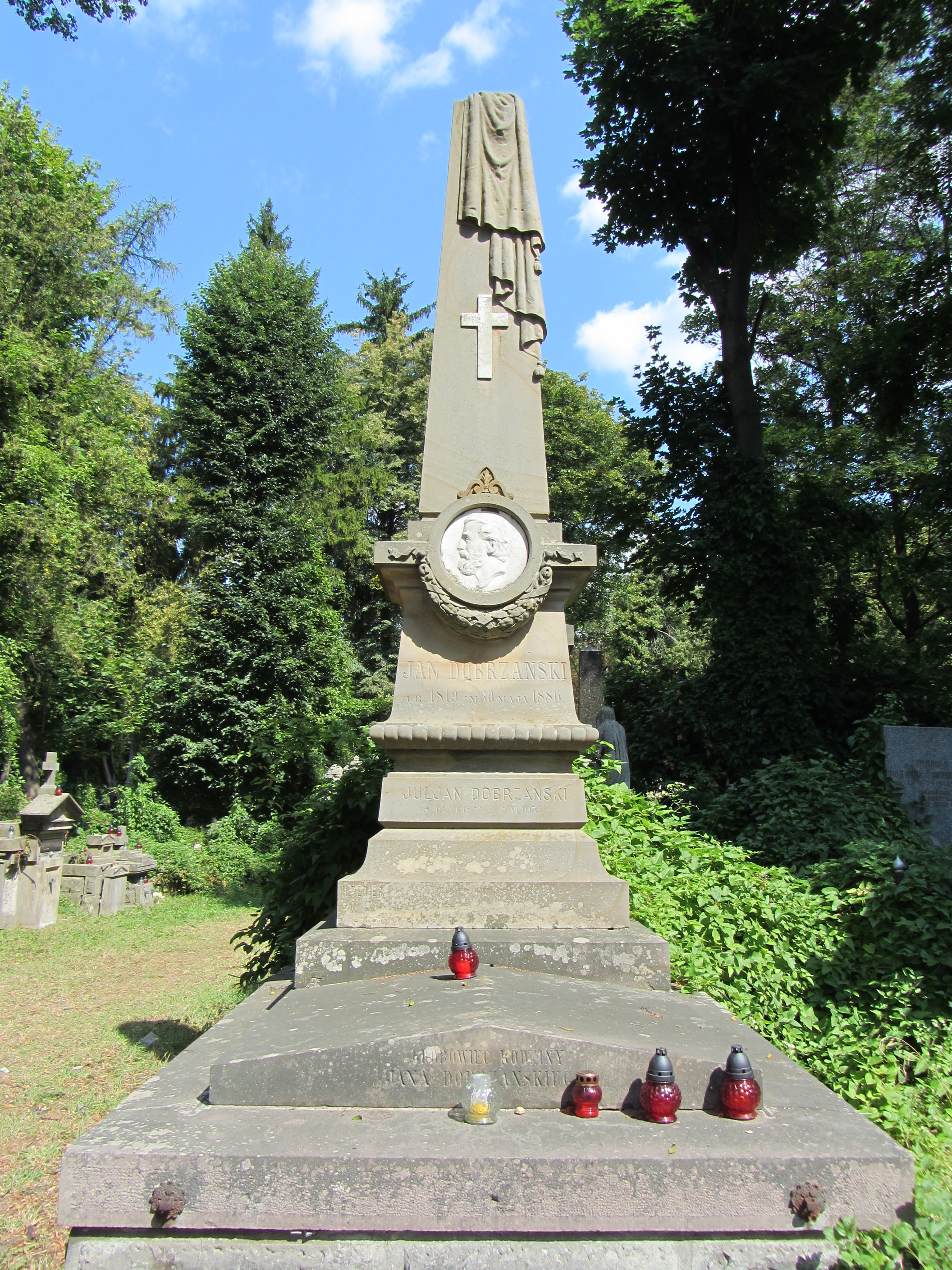
Grobowiec Dobrzańskich i Bańkowskich we Lwowie

Jego pierwszą żoną była Adela z domu Dobrzańska (1840-1895, córka Jana i siostra Stanisława; z którą wziął ślub w kościele obrządku rzymskokatolickiego), zmarła wkrótce po przybyciu do Sanoka; mieli syna (Jan Seweryn, ur. 1887, absolwent gimnazjum w Sanoku z 1905, w 1910 jako praktykant konceptowy c. k. Namiestnictwa w 1910 uzyskał doktorat praw na Uniwersytecie Wiedeńskim, urzędnik samorządowy - do 1919 komisarz powiatowym, od 1919 sekretarz Namiestnictwa, w 1925 szef biura prezydialnego województwa, w 1930 radca wojewódzki) i córkę, które po śmierci matki wychowywała siostra Włodzimierza Bańkowskiego. 21 stycznia 1899 w kościele rzymskokatolickim w Sanoku jego drugą żoną została pochodząca z Austrii Karolina Ludwika Józefa Riss (ur. 1867, córka urzędnika skarbowego Jana Konratowicza i Leontyny, córki Jerzego Rapfa, wdowa po Ludwiku Rissie – do około 1890 sędziego C. K. Sądu Powiatowego w Dukli, członkini TSL, zm. 1930).
Według stanu z 1938 zamieszkiwał we Lwowie przy ulicy Tarnowskiego 30. Zmarł 9 kwietnia 1940 we Lwowie. Został pochowany w grobowcu Jana Dobrzańskiego na Cmentarzu Łyczakowskim we Lwowie wraz z pierwszą i drugą żoną.
Jego bratem był Seweryn Bańkowski, c. k. starosta i radca namiestnictwa, a bratankami Zenon Bańkowski (1877-1947, sędzia Sądu Najwyższego) i Leszek Bańkowski (1879-1940, oficer Wojska Polskiego, ofiara zbrodni katyńskiej).

## Odznaczenia
austro-węgierskie
- Brązowy Medal Jubileuszowy Pamiątkowy dla Sił Zbrojnych i Żandarmerii (przed 1912)[30]
- Medal Jubileuszowy Pamiątkowy dla Cywilnych Funkcjonariuszów Państwowych (przed 1912)[30]
- Krzyż Jubileuszowy dla Cywilnych Funkcjonariuszów Państwowych (przed 1912)[30]